# Dorados de Sinaloa
Club Social y Deportivo Dorados de Sinaloa är en mexikansk professionell fotbollsklubb i Culiacán i Sinaloa, som för närvarande spelar i Liga MX. Klubben vann Copa MX 2012.